# Voldum
Voldum is een plaats in de Deense regio Midden-Jutland, gemeente Favrskov, en telt 653 inwoners (2007).